# Jan Černý

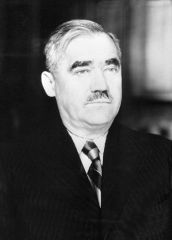
Jan Černý

Jan Černý (4 de março de 1874, Uherský Ostroh, Morávia, Áustria-Hungria - 10 de abril de 1959, Uherský Ostroh, Checoslováquia) foi um funcionário público e político checoslovaco. Foi primeiro-ministro da Checoslováquia entre 1920 a 1921 e em 1926. Também atuou como presidente provincial (governador) da Morávia, em 1918-1920, 1921-1928 e 1929-1939.